# ルイス・ボス
ルイス・ボス（Lewis Boss, 1846年10月26日 - 1912年10月5日）は、アメリカ合衆国の天文学者。

## 生涯
ロードアイランド州のプロビデンスに生まれた。1870年にダーツマス・カレッジを卒業し政府の役人になった。アメリカ・カナダ国境の調査隊の天文観測の助手を務め、1876年からニューヨークのダッドリー天文台の所長を務めた。
1909年から天文雑誌、w:Astronomical Journalの編集長を務め、1912年に没した後1941年までその仕事は天文学者の息子ベンジャミン・ボスに引き継がれた。
ルイス・ボスは恒星の位置と固有運動の一覧を作成したことで知られる。1882年にはチリで金星の日面通過を観測した。彗星の軌道に関する観測結果をまとめた。
1910年に6188の星を記載した星表（Preliminary General Catalogue）を発表した。 
1905年に王立天文学会ゴールドメダルを受賞した。月のクレーターの一つに、彼の名が命名されている。